# 钟掘
钟掘（1936年9月1日—），女，出生于江西南昌，原籍河北省献县，机械工程专家，中国工程院院士，中南大学教授。

## 履历[1]
- 1960年，毕业于北京科技大学。
- 1995年，当选中国工程院院士。